# Mojocuautla
Mojocuautla är en ort i Mexiko.   Den ligger i kommunen Rosamorada och delstaten Nayarit, i den centrala delen av landet, 700 km väster om huvudstaden Mexico City. Mojocuautla ligger 90 meter över havet och antalet invånare är 555.
Terrängen runt Mojocuautla är kuperad åt nordost, men åt sydväst är den platt. Runt Mojocuautla är det glesbefolkat, med 15 invånare per kvadratkilometer. Närmaste större samhälle är Estación Ruiz, 18,2 km sydväst om Mojocuautla. I omgivningarna runt Mojocuautla växer i huvudsak lövfällande lövskog.